# Misso (község)
Misso község község Võrumaa megye déli részén. A községet Mariliis Raidma polgármester vezeti. A község lakossága 2016. január elsején 631 fő volt, amely 189,9 km²-es területét tekintve 3,3 fő/km² népsűrűséget jelent.

## Közigazgatási beosztás

### Falvak
Misso község területéhez 54 falu tartozik: Hindsa, Hino, Horosuu, Häärmäni, Hürsi, Kaubi, Kimalasõ, Kiviora, Koorla, Korgõssaarõ, Kossa, Kriiva, Kundsa, Kurõ, Käbli, Kärinä, Laisi, Leimani, Lütä, Mauri, Missokülä, Mokra, Muraski, Määsi, Möldre, Napi, Parmu, Pedejä, Pruntova, Pulli, Pupli, Põnni, Põrstõ, Pältre, Rammuka, Rebäse, Ritsiko, Saagri, Saagrimäe, Saika, Sakudi, Sandi, Sapi, Savimäe, Savioja, Siksälä, Suurõsuu, Tiastõ, Tiilige, Tika, Toodsi, Tserebi, Tsiistre, valamint Väiko-Tiilige.

## Képek
Misso község legnagyobb tavai a következők: Hino-tó, Kisejärv és a Pullijärv.

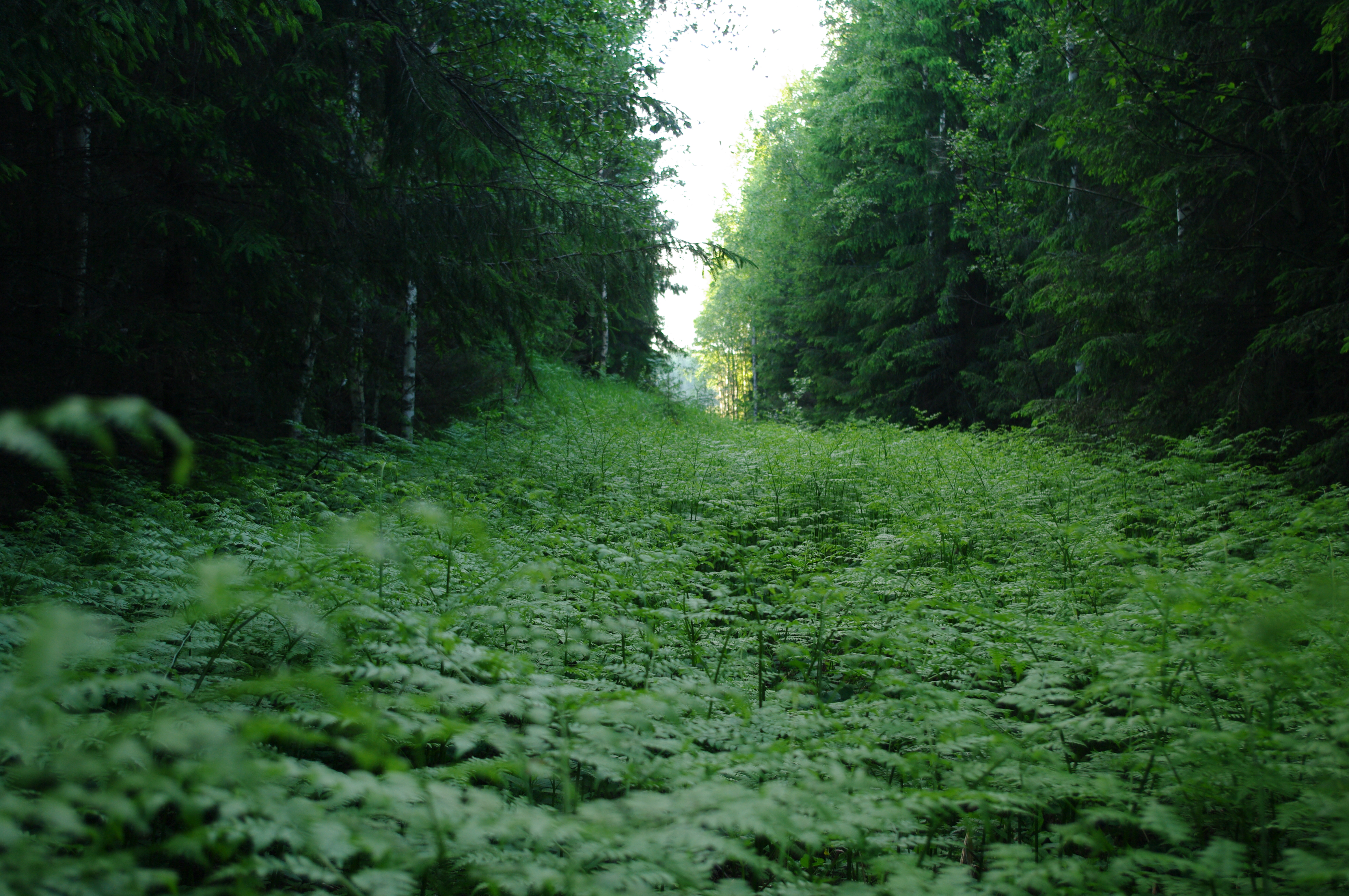
Kisejärv
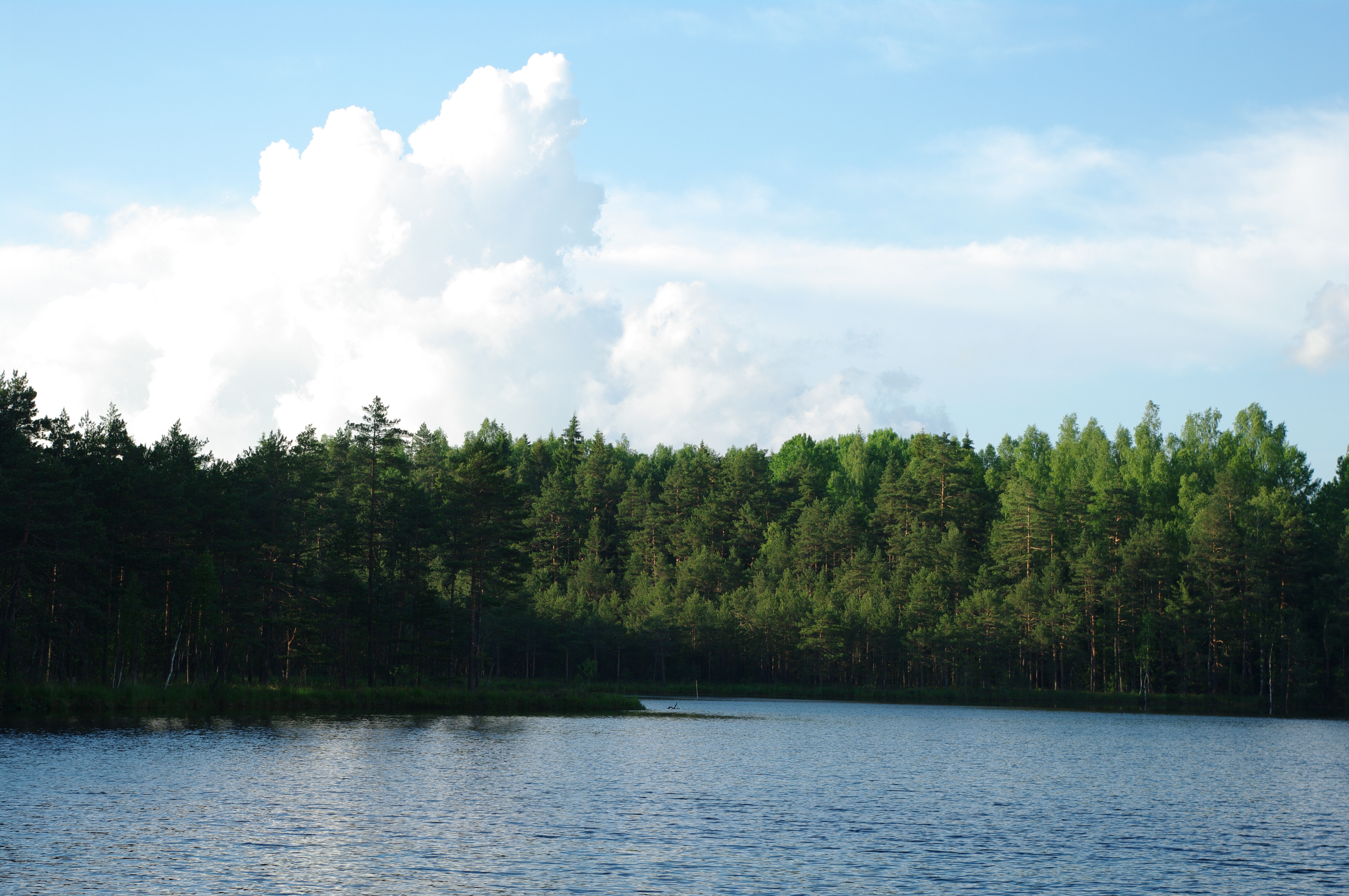
Immaku-tó
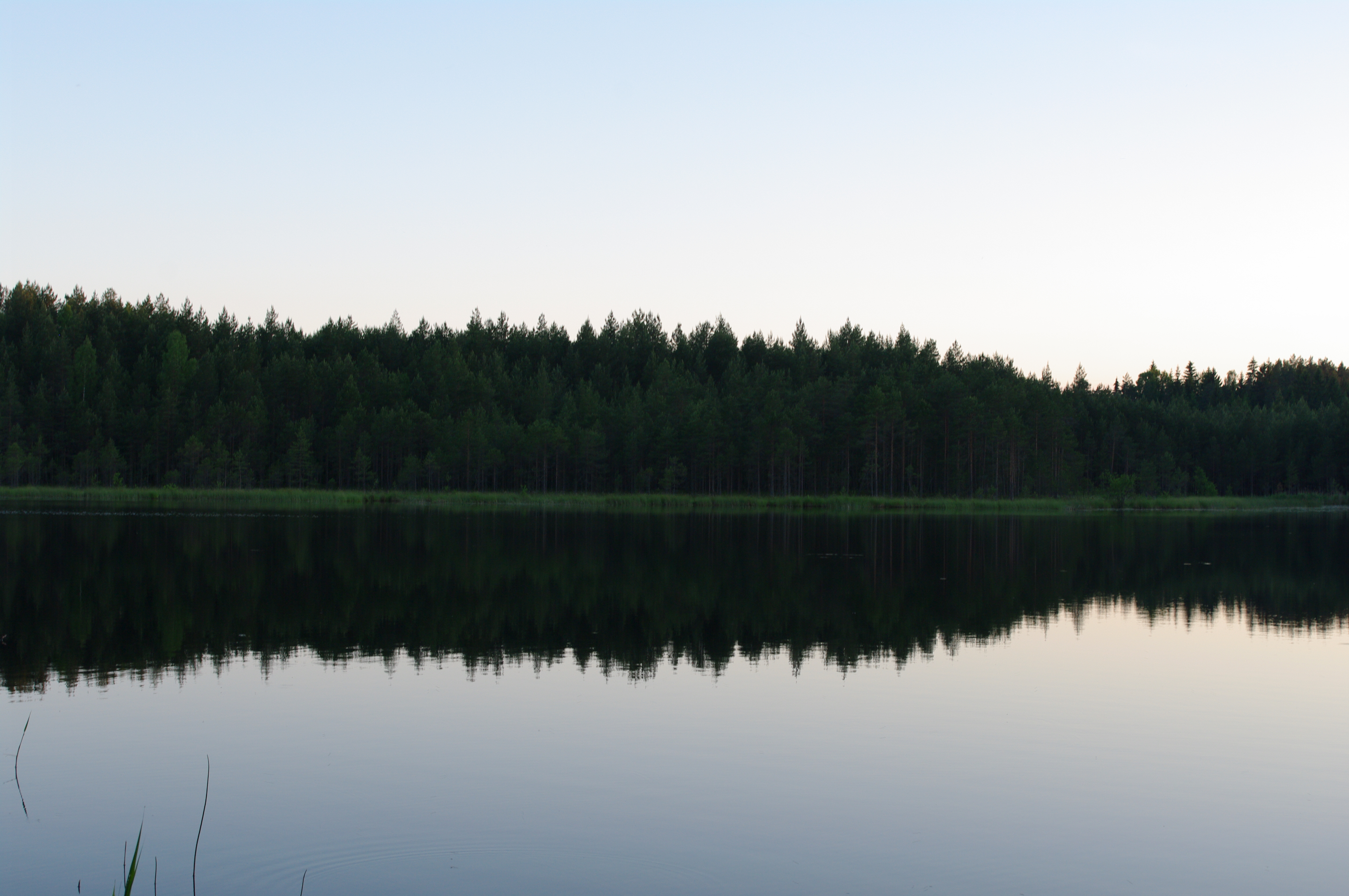
Sõdaalonõ-tó
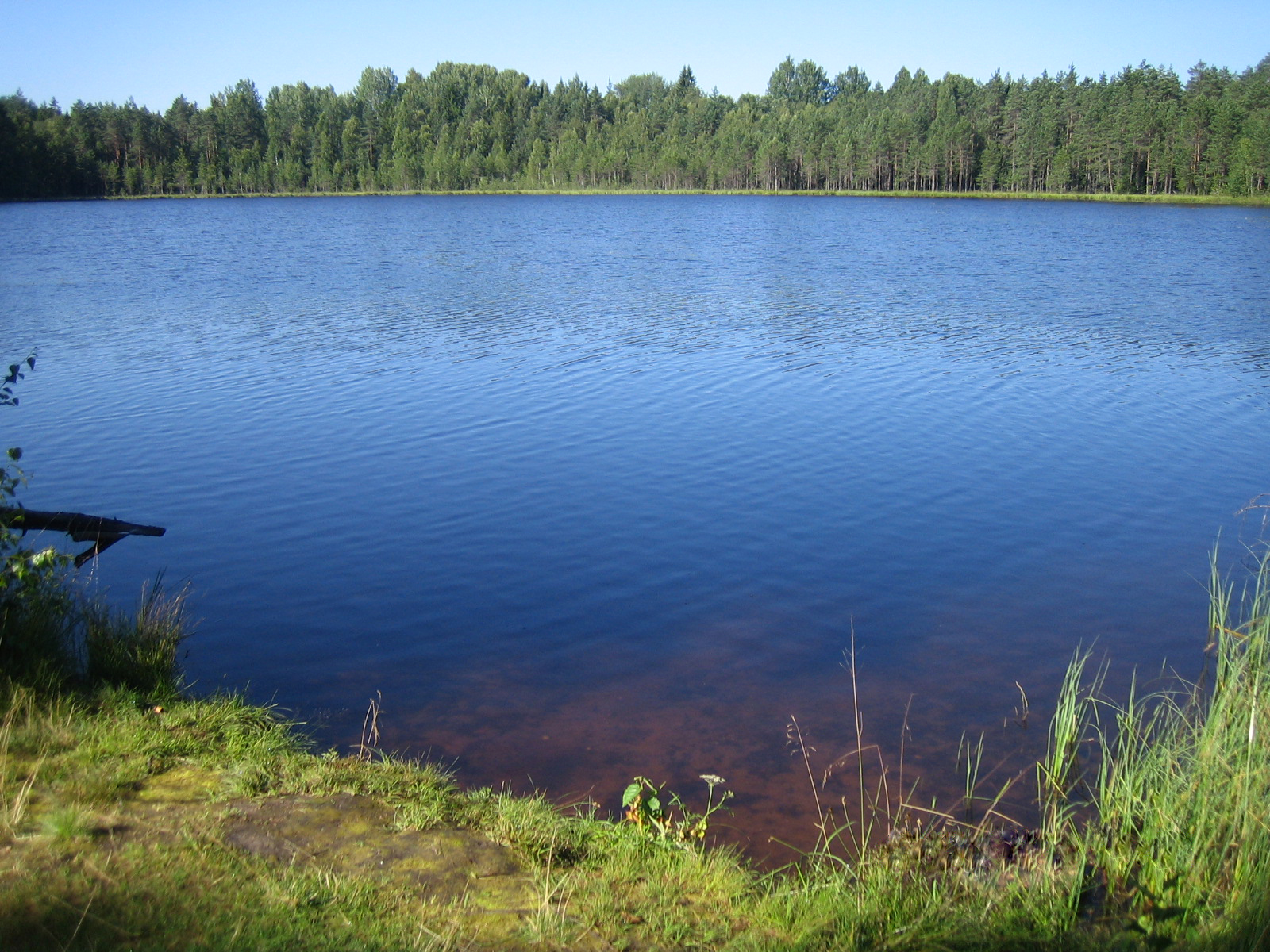
Põrstõ-tó

## Fordítás
Ez a szócikk részben vagy egészben  a   Misso vald című észt Wikipédia-szócikk ezen változatának fordításán alapul.  Az eredeti cikk szerkesztőit annak laptörténete sorolja fel. Ez a jelzés csupán a megfogalmazás eredetét és a szerzői jogokat jelzi, nem szolgál a cikkben szereplő információk forrásmegjelöléseként.